# هوبارت

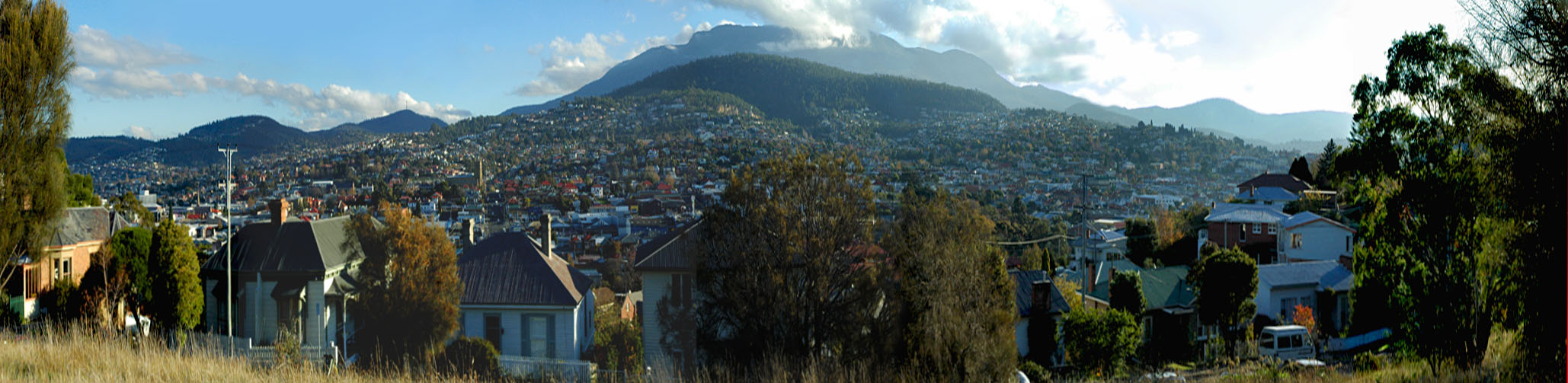
منظر لمدينة هوبارت

هوبارت (بالإنجليزية: Hobart)‏ مدينة ساحلية أسترالية. هوبارت هي عاصمة ولاية تاسمانيا وأكبر مدينة في تاسمانيا من حيث عدد السكان إذ سكنها 205,566 نسمة عام 2006. ورغم هذا فهي أقل عواصم الولايات الأسترالية سكانا. تأسست هوبارت في عام 1803 لتكون مستعمرة عقابية،  وهي ثاني أقدم عاصمة في أستراليا بعد سيدني في نيو ساوث ويلز. وتقع المدينة في جنوب شرق الولاية على مصب نهر ديروينت، ما يجعلها في أقصى الجنوب بين عواصم أستراليا. ميناؤها هو ثاني أعمق ميناء طبيعي في العالم. 
بلغ عدد سكان المدينة الكبرى في يونيو 2015 ما يقرب من 221,000 نسمة.  ويقع على الأفق جبل ويلينغتون أو كونياني بارتفاع 1,271 متر (4,170 قدم)،  ومعظم الواجهة البحرية للمدينة تتكون من أراضي مستصلحة.  هوبارت هي القلب المالي والإداري لتسمانيا، وهي الميناء الرئيسي للعمليات الأسترالية والفرنسية في القطب الجنوبي وهي مركز سياحي رئيسي، حيث زارها أكثر من 1,192,000 سائح في عام 2011/2012.  غالبا ما يشار إلى منطقة العاصمة باسم هوبارت الكبرى، لتمييزها عن مدينة هوبارت، إحدى المناطق الحكومية المحلية الخمس التي تغطي المدينة.  قبل الاستعمار البريطاني، كانت منطقة هوبارت مأهولة لمدة تصل إلى 35000 سنة من قبل قبيلة موهينير شبه الرُحَّل، وهي مجموعة فرعية من قبيلة نوينون أو ما تُعرف بالقبيلة الجنوب شرقية. 

## المناخ
يظهر الجدول التالي التغييرات المناخية على مدار السنة لهوبارت:
| البيانات المناخية لـهوبارت                                                | البيانات المناخية لـهوبارت | البيانات المناخية لـهوبارت | البيانات المناخية لـهوبارت | البيانات المناخية لـهوبارت | البيانات المناخية لـهوبارت | البيانات المناخية لـهوبارت | البيانات المناخية لـهوبارت | البيانات المناخية لـهوبارت | البيانات المناخية لـهوبارت | البيانات المناخية لـهوبارت | البيانات المناخية لـهوبارت | البيانات المناخية لـهوبارت | البيانات المناخية لـهوبارت |
| الشهر                                                                     | يناير                      | فبراير                     | مارس                       | أبريل                      | مايو                       | يونيو                      | يوليو                      | أغسطس                      | سبتمبر                     | أكتوبر                     | نوفمبر                     | ديسمبر                     | المعدل السنوي              |
| ------------------------------------------------------------------------- | -------------------------- | -------------------------- | -------------------------- | -------------------------- | -------------------------- | -------------------------- | -------------------------- | -------------------------- | -------------------------- | -------------------------- | -------------------------- | -------------------------- | -------------------------- |
| الدرجة القصوى °م (°ف)                                                     | 41.8 (107.2)               | 39.8 (103.6)               | 39.1 (102.4)               | 30.7 (87.3)                | 25.6 (78.1)                | 19.6 (67.3)                | 20.4 (68.7)                | 23.7 (74.7)                | 31.1 (88.0)                | 33.4 (92.1)                | 38.5 (101.3)               | 40.8 (105.4)               | 41.8 (107.2)               |
| متوسط درجة الحرارة الكبرى °م (°ف)                                         | 22.6 (72.7)                | 22.5 (72.5)                | 20.7 (69.3)                | 18.1 (64.6)                | 15.6 (60.1)                | 13.0 (55.4)                | 12.7 (54.9)                | 13.8 (56.8)                | 15.5 (59.9)                | 17.4 (63.3)                | 19.5 (67.1)                | 20.8 (69.4)                | 17.7 (63.9)                |
| متوسط درجة الحرارة الصغرى °م (°ف)                                         | 12.2 (54.0)                | 12.2 (54.0)                | 10.9 (51.6)                | 8.8 (47.8)                 | 6.9 (44.4)                 | 4.7 (40.5)                 | 4.2 (39.6)                 | 5.0 (41.0)                 | 6.3 (43.3)                 | 7.8 (46.0)                 | 9.5 (49.1)                 | 10.9 (51.6)                | 8.3 (46.9)                 |
| أدنى درجة حرارة °م (°ف)                                                   | 3.7 (38.7)                 | 3.4 (38.1)                 | 2.2 (36.0)                 | 0.6 (33.1)                 | −2.2 (28.0)                | −3.9 (25.0)                | −3.2 (26.2)                | −2 (28)                    | −2.3 (27.9)                | −1 (30)                    | 1.7 (35.1)                 | 2.7 (36.9)                 | −3.9 (25.0)                |
| معدل هطول الأمطار مم (إنش)                                                | 41.1 (1.62)                | 32.5 (1.28)                | 36.2 (1.43)                | 37.4 (1.47)                | 27.3 (1.07)                | 35.1 (1.38)                | 36.5 (1.44)                | 46.2 (1.82)                | 44.0 (1.73)                | 43.2 (1.70)                | 39.1 (1.54)                | 51.0 (2.01)                | 469.6 (18.49)              |
| متوسط الأيام الممطرة (≥ 0.2 mm)                                           | 9.4                        | 7.8                        | 10.0                       | 10.6                       | 10.0                       | 11.4                       | 13.0                       | 12.7                       | 14.3                       | 13.7                       | 12.0                       | 11.5                       | 136.4                      |
| Average afternoon رطوبة نسبية (%)                                         | 49                         | 50                         | 52                         | 55                         | 59                         | 63                         | 61                         | 57                         | 54                         | 52                         | 51                         | 50                         | 54                         |
| المصدر: Bureau of Meteorology (1981–2010 averages; extremes 1958–present) |                            |                            |                            |                            |                            |                            |                            |                            |                            |                            |                            |                            |                            |

## توأمة
لهوبارت اتفاقيات توأمة مع كل من:
- لاكويلا
- يايزو
- فالديفيا
- بريست
- باريلي

## أعلام
- إليزابيث بلاكبيرن
- كريستوفر كوك
- ماري أوغوستا وارد
- صموئيل ارين كاري
- دونكان فري
- الكسندر بيرس
- ماري أميرة الدنمارك
- بيتر أندروود
- سكوت برينان
- جيمس ماكاولي